# ييغوريفسك
ييغوريفسك (بالروسية: Егорьевск) هي إحدى مدن روسيا في الكيان الفدرالي الروسي موسكو أوبلاست.

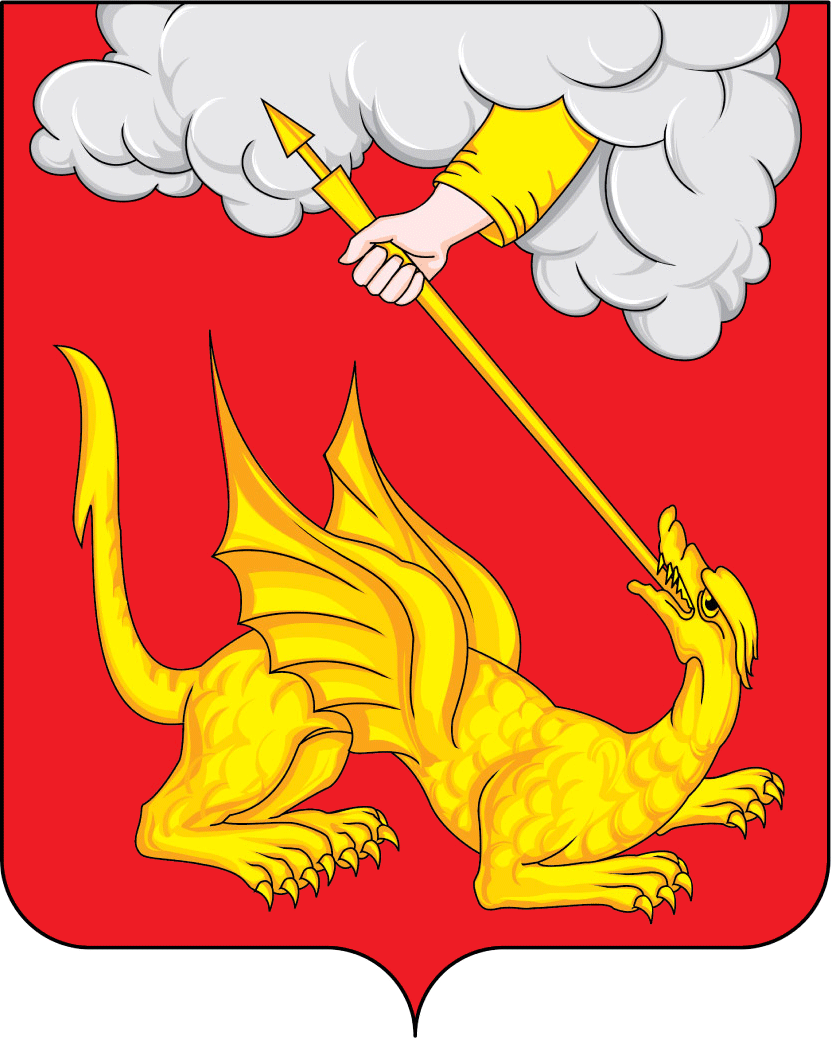
شعار النبالة الخاص بييغوريفسك

## توأمة
لييغوريفسك اتفاقيات توأمة مع:
- زهوريفكا [27]

## أعلام
- إدوارد أوسبنسكي
- علياء مصطفينا